# Набиев, Самир Зилфи оглы
Самир Зилфи оглы Набиев (азерб. Samir Zilfi oğlu Nəbiyev; род. 27 февраля 1986, Шамхор) — азербайджанский легкоатлет-паралимпиец, выступающий в категории инвалидности F57. Участник летних Паралимпийских игр 2012 года (5-е место), Паралимпийских игр 2016 года и Паралимпийских игр 2020 года (на обеих — 7-е место). Победитель Всемирных игр 2011 года в метании диска, серебряный призёр чемпионата мира 2013 года в метании диска (категория F57 среди колясочников), чемпионата Европы 2018 года и бронзовый призёр чемпионата мира 2015 года в метании диска (категория F57 среди колясочников).

## Биография
Самир Набиев родился 27 февраля 1986 года в городе Шамкир. С детства Набиева страдал остеомиелитом ног, вызванным в результате неудачно сделанной прививки. Когда Самиру было пять лет, его родители вдохновили его заниматься спортом. С 2010 года Набиев в Баку стал профессионально заниматься лёгкой атлетикой под началом тренера Мухтара Шахтахтинского.
В 2011 году на Всемирных играх в городе Шаржа Набиев занял первое место в метании диска. На Паралимпийских играх в Лондоне Набиев с результатом 44,78 м занял 5-е место. В 2013 году на чемпионате мира в Лионе Набиеву удалось метнуть диск на 45,77 м, что принесло азербайджанскому атлету серебряную медаль.
В 2015 году на чемпионате мира в Дохе Самир Набиев с результатом в 44,34 м занял 3-е место в метании диска. На этом же чемпионате он принял участие в толкании ядра и показал результат 13,62 м, заняв 6-е место.

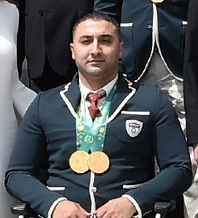
Самир Набиев в 2017 году с медалями IV Игр исламской солидарности

В 2016 году на вторых для себя Паралимпийских играх в Рио-де-Жанейро Самир Набиев выступал в толкании ядра и с результатом 13,67 м занял 7-е место. Через два года в Берлине Набиев стал серебряным призёром чемпионата Европы в толкании ядра. На этом турнире он показал результат в 13,54 м.
В марте 2017 года Набиев выиграл IX Гран-при в городе Фазза в ОАЭ. На этом турнире Набиев установил новый европейский рекорд в метании диска. Метнув диск на 46,67 м Набиев побил принадлежавший ему же рекорд в 44,56 м. В этом же году на IV Играх исламской солидарности в Баку Самир Набиев взял две золотые медали. С результатом в 13,95 м Набиев занял первое место в толкании ядра, а с результатом в 45,17 м занял первое место в метании диска.
В 2019 году на чемпионате мира в Дубае Набиев толкнул ядро на 14,06 м и занял 4-е место. Таким образом, Набиев завоевал прямую путёвку на летние Паралимпийские игры 2020 в Токио. На Играх в Токио в категории F57 Набиев в своей лучшей попытке метнул диск на 13,12 метра и занял седьмое место среди 15-и участников.